# Nicola Luisotti

Nicola Luisotti (2011)

Nicola Luisotti (* 26. November 1961 in Viareggio) ist ein italienischer Dirigent.

## Leben

### Jugend und Ausbildung
Nicola Luisotti wuchs in Bargecchia in der Provinz Lucca in einer musikalischen Familie auf. Schon als Kind interessierte er sich für Musik und nahm Unterricht an der Kirchenorgel. Mit elf Jahren leitete er den Kirchenchor in seinem Dorf. Später studierte er in Lucca Klavier, Trompete, Komposition und Dirigieren. Nach Abschluss seines Studiums pendelte er zwischen Mailand, wo er Probenpianist im Teatro alla Scala war, Florenz, wo er im Chor des Opernfestivals Maggio Musicale Fiorentino sang, und Pisa, wo er die Möglichkeit hatte an einer Meisterklasse des Dirigenten Piero Bellugi teilzunehmen. Spätere Posten erlaubten ihm, Dirigenten wie Lorin Maazel und Riccardo Muti an der Mailänder Scala zu assistieren.

### Karriere

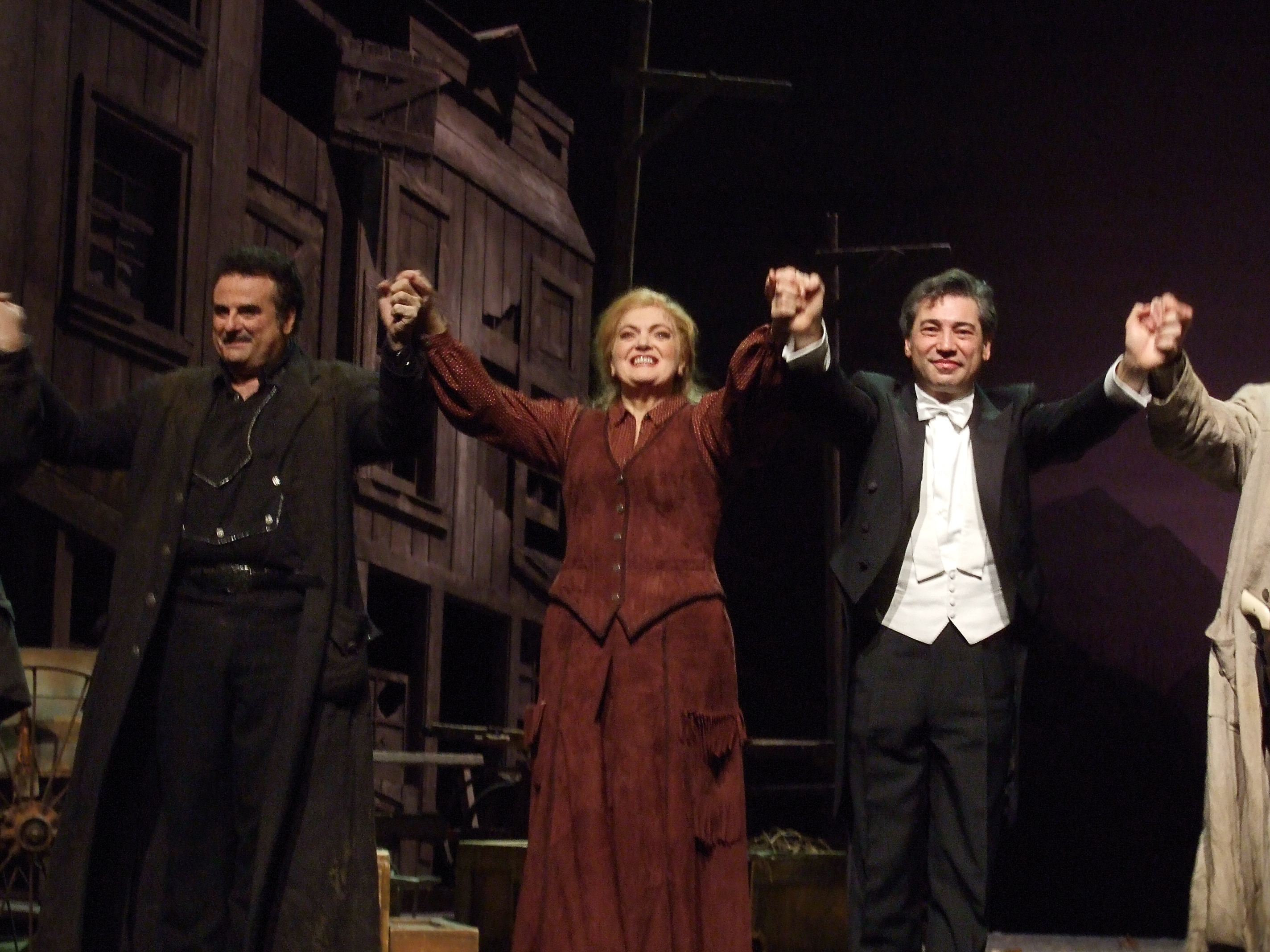
Marcello Giordani, Elisabete Matos, Nicola Luisotti (rechts) bei einem Hervorruf nach einer Aufführung

Nicola Luisotti hatte seine erste Vollzeitstelle als Chorleiter beim Teatro La Fenice in Venedig. Sein Debüt als Dirigent hatte er 1997 in Catania als Dirigent eines Requiems von Luigi Cherubini. Seine ersten professionellen Opernaufführungen waren eine Produktion von Giuseppe Verdis Stiffelio im Jahr 2000 in Triest und eine Produktion von Verdis Il trovatore am Staatstheater Stuttgart im Jahr 2001. Luisotti wurde Stuttgarts Hauptdirigent für das italienische Repertoire und er dirigierte 2006 Giacomo Puccinis Opern Tosca, Turandot und Madama Butterfly sowie Verdis Otello. Sein Stuttgarter Il trovatore wurde von der Kritik gefeiert und ihm wurde daraufhin ein Debüt-Engagement an der Pariser Oper angeboten. Weitere frühe Engagements hatte er von der Canadian Opera Company (mit Verdis Un ballo in maschera im Jahr 2003), vom Teatro Carlo Felice in Genua (mit Rossinis Il viaggio a Reims 2003 und Verdis Simon Boccanegra 2004) und der Bayerischen Staatsoper in München (mit Puccinis Tosca im Jahr 2004). Sein Debüt in Japan gab er mit einer Inszenierung von Tosca in der Suntory Hall in Tokio.
Sein Debüt an der San Francisco Opera hatte Luisotti 2005 als Dirigent von Verdis La forza del destino. Im Januar 2007 gab das Opernhaus seine Ernennung zum dritten Musikdirektor (nach Sir John Pritchard und Donald Runnicles) bekannt, die mit der Saison 2009/2010 wirksam wurde. Seitdem hat er hier mehr als vierzig Opern einstudiert und dirigiert, darunter Aida, Madama Butterfly, La traviata, Don Giovanni, Attila, Il trovatore, Otello, Lohengrin, La bohème, La fanciulla del West, Salome, Andrea Chénier und Don Carlos. Seine Arbeit an der San Francisco Opera beinhaltete auch die Uraufführung von Marco Tutinos Oper La ciociara. Im Mai 2016 gab die San Francisco Opera bekannt, dass Luisotti nach der Saison 2017/2018 seine musikalische Leitung der San Francisco Opera beenden wird.
Parallel zu seinem Engagement an der San Francisco Opera leitete Luisotti im Jahr 2010 die Aufführungen von Puccinis La fanciulla del West an der Metropolitan Opera zum 100-jährigen Jubiläum der Uraufführung im Jahr 1910. Dafür wurde er von der Fondazione Festival Puccini mit dem Premio Puccini ausgezeichnet.
Von Februar 2012 bis Dezember 2014 war er – als Nachfolger von Jeffrey Tate – Musikdirektor des Teatro di San Carlo in Neapel. Hier dirigierte er unter anderen Verdis Opern I masnadieri und Aida.
Während der Opernsaison 2016/2017 dirigierte Luisotti Ruggero Leoncavallos Pagliacci am Teatro Regio di Torino sowie Verdis La traviata und das National Council Grand Finals Concert an der Metropolitan Opera. An der San Francisco Opera hat er die 95. Saison mit Puccinis Turandot und Verdis La traviata eröffnet.
Weitere Engagements in der jüngeren Vergangenheit waren ein symphonisches Konzert im Concertgebouw in Amsterdam, Verdis Rigoletto am Teatro Real in Madrid und am Teatro alla Scala in Mailand, Puccinis Il Trittico und Verdis La traviata an der Londoner Royal Opera und Verdis Rigoletto an der Opéra Bastille in Paris.
Darüber hinaus hat Luisotti mit Auftritten an der Wiener Staatsoper, Genuas Teatro Carlo Felice, Palermos Teatro Massimo, Venedigs La Fenice, Bolognas Teatro Comunale, der Opéra National de Paris, im Opernhaus Zürich, Münchens Bayerischer Staatsoper, in Berlin, Frankfurt, Stuttgart, Dresden, Hamburg, Valencia, Bilbao, der Metropolitan Opera, der Los Angeles Opera, der Seattle Opera, der San Francisco Opera, in Montréal und in Tokios Suntory Hall internationale Anerkennung gefunden.

### Privatleben
Nicola Luisotti und seine Frau, Rita Simonini, wohnen in der Nähe von Corsanico in Italien, wo Simonini aufgewachsen ist und in San Francisco, wo das Paar heiratete.

## Auszeichnungen
- 2010: Premio Puccini von der Fondazione Festival Puccini

## Diskografie
Luisottis Diskografie enthält eine komplette Aufnahme von Giuseppe Verdis Stiffelio und das Album Duets mit Anna Netrebko und Rolando Villazón beim Label Deutsche Grammophon.